# جيرالد جون ماثياس
جيرالد جون ماثياس هو كاهن كاثوليكي هندي، ولد في 20 سبتمبر 1953.